# ITunes
iTunes é um reprodutor de áudio (e vídeo, a partir da versão 4.8, chamado de media player), desenvolvido pela Apple, para reproduzir e organizar música digital, arquivos de vídeo e para a compra de arquivos de mídia digital no formato gestão de gestor de direitos digitais FairPlay. A iTunes Store (anteriormente conhecida como iTunes Music Store, às vezes também referida somente como "iTMS" ou simplesmente "iTunes") é o componente do iTunes pelo qual os usuários podem comprar arquivos de mídia digital dentro do próprio programa.
O player vem ganhando e mantendo uma reputação por ser fácil de usar, ao mesmo tempo ainda permitindo que os usuários organizem suas músicas precisamente (com recursos como, por exemplo, smart playlist, lista de reprodução inteligente). O iTunes também é usado para carregar músicas e vídeos para os aparelhos portáteis da Apple, iPod e iPhone. O programa é grátis e pode ser baixado da Internet, além disso, acompanha o Mac OS X e a suíte de aplicativos domésticos iLife da Apple.
O iTunes é compatível com computadores rodando os sistemas operacionais MacOS e Windows (7, 8, 10). Antigamente o Mac OS 9 também era suportado, mas isto foi cancelado após a versão 3.
No dia 3 de junho de 2019, durante a conferência anual da Apple, foi anunciado com o MacOS Catalina que o iTunes será substituído por três aplicativos separados: Music, TV e Podcast. A mudança se integrará ao modelo do iOS, cujos aplicativos já são separados. Entretanto, essas mudanças não irão afetar a versão do programa para o Windows por enquanto e nem nas versões anteriores do MacOS antes da versão Catalina.

## Recursos
Os usuários podem organizar suas músicas em listas de reprodução (playlists), editar informações dos arquivos, gravar CDs, copiar arquivos para um tocador de áudio digital, comprar música na Internet através de sua loja de música acoplada, rodar um visualizador para exibir efeitos gráficos de acordo com o ritmo das canções, assim como também codificar músicas em diferentes formatos de áudio.
As listas de reprodução inteligentes, ou "smart playlists", são listas de reprodução automaticamente atualizadas (como em perguntas para uma base de dados) baseadas numa lista personalizada de critérios de seleção.
O Genius serve para criar uma playlist de músicas que combinem com uma canção selecionada pelo usuário. Para isso a Apple reúne, coleta e analisa informações de sua biblioteca musical. Além da criação de playlists, o Genius oferece também sugestões de novas músicas que o usuário pode adquirir na iTunes Store. O recurso posteriormente passou a oferecer sugestões também para aplicativos da App Store.

## Críticas
Em 6 de junho de 2006, a Agência Norueguesa de Proteção ao Consumidor da Noruega, Suíça e Dinamarca publicou uma carta pública à Apple sobre o EULA do iTunes, por meio de Bjørn Erik Thon, da Agência Norueguesa de Proteção ao Consumidor. O caso do iTunes é baseado em uma reclamação oficial apresentada pelo Conselho Norueguês do Consumidor em 25 de janeiro de 2006.
Os principais pontos de crítica foram:
- O CLUF não é favorável ao consumidor. A lei escandinava exige que qualquer acordo escrito seja favorável a ambas as partes. Segundo a lei do consumidor norueguesa, a parte mais fraca também desfruta de proteção contra exploração.
- O iTunes limita o direito do usuário de usar legal e livremente produtos comprados por meio de DRM .
- O contrato do iTunes estipula que a empresa pode alterar qualquer aspecto do acordo sem aviso prévio, incluindo a seleção de players e softwares usados para arquivos do iTunes e o número de vezes que um cliente pode alterar ou copiar arquivos comprados.
- O CLUF é muito difícil de ser compreendido pelos clientes.
- O CLUF declara que a relação jurídica entre a empresa e o cliente é regida pela lei contratual inglesa. O Conselho Norueguês do Consumidor acredita que é ilógico esperar que os consumidores noruegueses estejam cientes dessas leis. Os produtos comercializados para consumidores noruegueses estão sujeitos à lei norueguesa, um direito que não pode ser anulado por uma cláusula no contrato do cliente de uma empresa.
- O CLUF isenta o iTunes de responsabilidade por qualquer dano à máquina do consumidor devido a erros de software, embora essa responsabilidade não possa ser excedida pela lei escandinava. A Apple respondeu em 31 de julho de 2006.[4]
- Somente o Walkman Touch pode ser sincronizado, versões anteriores não...

## Crackers
Em julho de 2010 uma série de logins de serviços da Apple foi aparentemente invadida por crackers que gastaram centenas de dólares em aplicações da App Store. Os principais suspeitos são um grupo usuários vietnamitas que apareceram ocupando quase a totalidade do ranking de criação de aplicações na categoria “Books” do iTunes. As aplicações de livros digitais criadas por eles possuíam uma grande quantidade de “reviews” feitos por usuários que nunca as usaram ou as baixaram. Vários clientes do iTunes tiveram um enorme prejuízo nas suas contas bancárias. De acordo com as vítimas, aparecem sinais de que dezenas de aplicativos pagos foram baixados misteriosamente pela App Store em seus históricos de cartão de crédito.

## Versões
| Versão    | Data                    | Sistemas operacionais | Descrição |
| --------- | ----------------------- | --------------------- | --- |
| 1.0       | 9 de janeiro de 2001    | Mac OS 9              | - Publicação original |
| 1.1       | 21 de fevereiro de 2001 | Mac OS 9              | - Suporte para gravadores externos e mais marcas de gravadores internos - Gerador de efeitos visuais aprimorado |
| 2.0       | 2 de novembro de 2001   | Mac OS 9, Mac OS X    | - Serviço de iPod - Equalizador - Gravação de CD de áudio MP3 - Intensificador de som - Gravação de CD 2x mais rápida |
| 2.0.2     | 16 de novembro de 2001  | Mac OS 9, Mac OS X    | - Línguas francesa, alemã e turca - Etiquetas ID3 aprimoradas |
| 2.0.3     | 13 de dezembro de 2001  | Mac OS 9, Mac OS X    | - Sincronização seletiva com iPod - Compatibilidade com o MP3 player Rio One |
| 2.0.4     | 20 de março de 2002     | Mac OS 9, Mac OS X    | - Suporte aprimorado para AppleScript - Melhorias de estabilidade e desempenho |
| 3.0       | 17 de julho de 2002     | Mac OS X              | - Listas de reprodução inteligentes - Compatibilidade com Audible.com - Classificações - Novas tags ID3, com contadores de reprodução, etc. - Importando e exportando playlists |
| 3.0.1     | 18 de setembro de 2002  | Mac OS X              | - Melhorias de desempenho - Compatibilidade aprimorada com Mac OS X 10.2 |
| 4.0       | 28 de abril de 2003     | Mac OS X              | - Loja de música iTunes integrada - Possibilidade de compartilhar música - Codificação AAC - Arte do álbum - Compatibilidade com DVD - Pesquisa aprimorada |
| 4.1       | 16 de outubro de 2003   | Mac OS X, Windows     | - Gravando grandes bibliotecas em vários CDs - Link para download da loja de música - Audiolivros da Music Store - Pesquisa Avançada na Loja de Música - Suporte para vale-presente na Loja de Música |
| 4.2       | 18 de dezembro de 2003  | Mac OS X, Windows     | - Suporte para conta AOL na Music Store - Melhorias de desempenho |
| 4.5       | 28 de abril de 2004     | Mac OS X, Windows     | - iMix - Sessão aleatória - Links rápidos na loja de música - Conversão automática de WMA para AAC (no Windows) - Codificação de áudio Apple Lossless |
| 4.6       | 9 de junho de 2004      | Mac OS X, Windows     | - Compatibilidade com o AirTunes - Pequenas melhorias |
| 4.7       | 26 de outubro de 2004   | Mac OS X, Windows     | - Copiando fotos para o iPod Photo - Exibindo músicas duplicadas na biblioteca - Outras melhorias |
| 4.7.1     | 11 de janeiro de 2005   | Mac OS X, Windows     | - Compatibilidade com iPod shuffle - Outras melhorias |
| 4.8       | 9 de maio de 2005       | Mac OS X, Windows     | - Baixando vídeos da Music Store |
| 4.9       | 28 de junho de 2005     | Mac OS X, Windows     | - Download e assinatura de podcast |
| 5.0       | 7 de setembro de 2005   | Mac OS X, Windows     | - Compatibilidade com iPod nano e Motorola ROKR - Letras de músicas (compatíveis apenas com iPod nano) - Mudança de aparência |
| 6.0       | 12 de outubro de 2005   | Mac OS X, Windows     | - Nova barra de pesquisa - Função de embaralhamento inteligente para personalizar a lista de reprodução aleatória - Sincronização do iPod no Outlook e Outlook Express (para Windows) - Criando pastas de listas de reprodução - Controles parentais (para a Loja de Música, compartilhamento de música, etc.) - Avaliações de usuários de álbuns na Music Store |
| 7.0       | 12 de setembro de 2006  | Mac OS X, Windows     | - Nova capa (cor azul, barra de navegação alterada, espaço "Downloads", etc.) - Mudança de nome da iTunes Music Store para iTunes Store - Função de busca e download de capas de álbuns - Capacidade de comprar filmes, jogos para iPods de quinta geração e séries de TV (em mais países) na Loja - Mudança de logotipo (para o símbolo de nota musical azul) - Navegação entre músicas visualizando capas de álbuns (CoverFlow) - Melhorias na classificação e no Controle Parental - Várias bibliotecas e comandos de cópia de biblioteca - Música sem pausas entre as músicas - Transferindo conteúdo comprado na loja do iPod para o computador - Pesquisa aprimorada - Novos campos de dados: "Artista do álbum", "Contagem de músicas ignoradas" e "Último item ignorado" |
| 7.0.1     | 27 de setembro de 2006  | Mac OS X, Windows     | - Melhorias de estabilidade e desempenho com CoverFlow, CD Import e iPod Sync, entre outros - Problemas de compatibilidade corrigidos com o Protocolo de Área de Trabalho Remota - Problemas de compatibilidade corrigidos com o Windows Live Messenger e o Computers Call (no Windows) |
| 7.0.2     | 31 de outubro de 2006   | Mac OS X, Windows     | - Compatibilidade com iPod shuffle de 2ª geração - Maior estabilidade e desempenho |
| 7.1       | 5 de março de 2007      | Mac OS X, Windows     | - Compatibilidade com Apple TV - Novo CoverFlow em tela cheia e opções de exibição aprimoradas - Problemas de compatibilidade corrigidos com o Windows Vista - Selecionar itens (músicas ou listas de reprodução) arrastados do gerenciador de arquivos (Finder/Windows Explorer) |
| 7.1.1     | 16 de março de 2007     | Mac OS X, Windows     | - Melhorias de estabilidade e compatibilidade |
| 7.2       | 29 de maio de 2007      | Mac OS X, Windows     | - iTunes Plus lançado com músicas de 256 kbps sem DRM, ao preço de US$ 1,29 - Compatibilidade total com o Windows Vista - iTunes U, apresentando recursos gratuitos de cinco das principais universidades dos EUA. |
| 7.3       | 29 de junho de 2007     | Mac OS X, Windows     | - Ativação e sincronização com iPhone - CoverFlow na seção Podcast - Pequenas mudanças na interface |
| 7.3.1     | 12 de julho de 2007     | Mac OS X, Windows     | - Correções de bugs da versão anterior |
| 7.3.2     | 3 de agosto de 2007     | Mac OS X, Windows     | - Esta atualização incorpora melhorias importantes na estabilidade e no desempenho do aplicativo. |
| 7.4.1     | 11 de setembro de 2007  | Mac OS X, Windows     | - Esta atualização impede que o sistema de proteção de toques do iPhone seja ignorado. |
| 7.5.3     | 5 de novembro de 2007   | Mac OS X, Windows     | - Melhora o gerenciamento de conteúdo repetido e oferece melhor suporte para iPods e iPhones, incluindo reprodução aprimorada para o iPod Nano e Classic. |
| 7.6       | 15 de janeiro de 2008   | Mac OS X, Windows     | - Apresentando aluguel de filmes de vários estúdios (Warner Bros., Walt Disney e 20th Century Fox) com a opção de alugar em alta definição (HD) - É compatível com as versões de 64 bits do Microsoft Windows Vista. |
| 7.7       | 10 de julho de 2008     | Mac OS X, Windows     | - Ativação e sincronização com iPhone 3G. - Suporte para aplicativos vendidos pela App Store. |
| 7.7.1     | 31 de julho de 2008     | Mac OS X, Windows     | - Solução de problemas e atualização de alguns aplicativos. - Melhorias de desempenho e estabilidade. |
| 8.0.0.35  | 9 de setembro de 2008   | Mac OS X, Windows     | - Ele incorpora o recurso Genius, que sugere músicas com base na reprodução atual. - Melhorias de desempenho e estabilidade. - Venda de programas de televisão em alta definição. - Modificações na interface. - Suporta novos modelos de iPod: iPod touch 2G, iPod Classic 2G e iPod nano 4G. |
| 8.0.1.11  | 2 de outubro de 2008    | Mac OS X, Windows     | - Melhorias na sincronização de menus falados no iPod nano. - Melhorias na verificação de atualizações de aplicativos na App Store. - Melhorias de acessibilidade ao usar o VoiceOver. - Solução de problemas ao sincronizar resultados do Genius com dispositivos iPod. |
| 8.0.2     | 20 de novembro de 2008  | Mac OS X, Windows     | - Melhora a qualidade ao criar arquivos MP3 em alguns dispositivos. - Corrige problemas de conexão com a iTunes Store ao usar proxies no Mac OS X. - Melhorias de desempenho ao baixar músicas no formato iTunes Plus. - A funcionalidade Genius agora inclui vídeos e filmes. |
| 8.1.0.51  | 11 de março de 2009     | Mac OS X, Windows     | - Representa o iPod shuffle de terceira geração . - “Shuffle Session” foi substituído por “iTunes DJ”. - Melhorias de acessibilidade ao usar o VoiceOver. - Solução de problemas ao sincronizar resultados do Genius com dispositivos iPod. |
| 8.1.1.10  | 6 de abril de 2009      | Mac OS X, Windows     | - Adiciona suporte para aluguel de filmes em HD. - Solução de problemas do VoiceOver e problemas de sincronização de dispositivos iPhone e iPod Touch. |
| 8.2.0.23  | 1 de junho de 2009      | Mac OS X, Windows     | - Adiciona suporte para dispositivos iPhone e iPod Touch com software 3.0. - Banco de dados Gracenote atualizado para coleta de dados de discos Blu-ray . - Melhorias de acessibilidade e correções de bugs |
| 8.2.1.6   | 15 de julho de 2009     | Mac OS X, Windows     | - Corrige alguns problemas de verificação com dispositivos Apple. - Desativa a sincronização com dispositivos Palm Pre. - Correções de bugs da versão anterior. |
| 9.0       | 9 de setembro de 2009   | Mac OS X, Windows     | - Aprimoramento Genial, Incluindo Mixagens Geniais - Melhor sincronização com iPods e organização de aplicativos do iPod Touch e iPhone - Compartilhamento doméstico para copiar músicas, filmes, etc., entre cinco computadores na casa - iTunes LP e extras, álbuns de música com arte em estilo DVD, arte de capa e texto - Modificação de interface - iTunes Store redesenhada e substituição do carrinho de compras pela lista de desejos - iTunes U com sua própria seção - Codificação e reprodução HE-AAC, listas de reprodução mais inteligentes - Sincronizar com iPod Nano 5g, iPod Classic (outono de 2009) e iPod Touch (outono de 2009) |
| 9.0.1     | 23 de setembro de 2009  | Mac OS X, Windows     | - Corrigidos bugs na navegação da loja , instabilidade do iTunes, problema de sincronização de podcast em listas de reprodução no iPod e iPhone, classificação de álbuns de vários discos, botão de zoom não ativando o mini player - Melhor sincronização de aplicativos do iPod Touch e do iPhone - O Genius atualiza automaticamente para Genius Mixes |
| 9.0.2     | 29 de outubro de 2009   | Mac OS X, Windows     | - Inclui compatibilidade com o software Apple TV 3.0. - Fundo preto na visualização em grade. - As opções de acessibilidade foram melhoradas. - O Genius é atualizado automaticamente para Genius Mixes. |
| 9.0.3     | 2 de fevereiro de 2010  | Mac OS X, Windows     | - O iTunes não ignora mais a configuração “Salvar senha para compras”. - Corrige problemas de sincronização de algumas playlists inteligentes e podcasts com o iPod. - Corrige problemas com a detecção de se um iPod está conectado. - Corrige problemas que melhoram a estabilidade e o desempenho. |
| 9.1       | 30 de março de 2010     | Mac OS X, Windows     | - Permite sincronização com dispositivos iPad. - Permite organizar e sincronizar e-books. - As listas Genius agora podem ser renomeadas, organizadas e excluídas. |
| 9.2.1     | 19 de julho de 2010     | Mac OS X, Windows     | - Desabilitando versões mais antigas de alguns módulos de terceiros incompatíveis. - Pequenas correções de problemas ao arrastar e soltar itens. - Corrigido um problema de desempenho ao sincronizar alguns dispositivos com o iTunes 9.2 pela primeira vez. - Corrigido um problema ao atualizar para o iOS 4 em um iPhone ou iPod touch com backups criptografados. - Corrigiu outros problemas para melhorar a estabilidade e o desempenho. |
| 10.0.0.68 | 2 de setembro de 2010   | Mac OS X, Windows     | - Serviço iOS 4 para iPad, iPod, iPhone 4 - Novo visual - Novo ícone - Novos menus - Equalizador - Gravação de CD de áudio MP3 - Intensificador de som - Gravação de CD 2x mais rápida - Novos aplicativos atualizados - Lançamento da Rede Social Ping. |
| 10.1.0.54 | 12 de novembro de 2010  | Mac OS X, Windows     | - O iTunes Ping agora está acessível na barra lateral - Com o AirPlay, você pode transmitir vídeos sem fio do iTunes para sua Apple TV atualizada. - Você pode sincronizar com seu iPhone, iPad ou iPod touch com iOS 4.2. - Muitas melhorias importantes de estabilidade e desempenho estão incluídas. |
| 10.1.1    | 15 de dezembro de 2010  | Mac OS X, Windows     | - Corrige um problema em que alguns videoclipes não eram reproduzidos em Macs equipados com gráficos NVIDIA GeForce 9400 ou 9600. - Corrige um problema em que o iTunes pode fechar inesperadamente quando você exclui uma playlist cuja barra lateral é exibida pelo iTunes. - Resolve um problema em que o iTunes pode fechar inesperadamente quando um iPod é conectado a um Mac com processador PowerPC. - Corrige um problema em que alguns videoclipes podem não sincronizar com um iPod, iPhone ou iPad. - Corrige alguns bugs e melhora a estabilidade. |
| 10.1.2    | 27 de janeiro de 2011   | Mac OS X, Windows     | - Melhorias de estabilidade e desempenho |
| 10.3.1    | 7 de junho de 2011      | Mac OS X, Windows     | - Melhorias de estabilidade e desempenho - Inclui o iCloud Services Beta. |
| 10.4.1    | 25 de julho de 2011     | Mac OS X, Windows     | - Melhorias de estabilidade e desempenho - Serviços de compras aprimorados adicionam "programas de TV" ao menu |
| 10,5      | 11 de outubro de 2011   | Mac OS X, Windows     | - Suporte para iPhone 4S adicionado - Suporte para iOS 5 adicionado - Suporte para sincronização WiFi - Integra-se com o iCloud |
| 10.5.1    | 14 de novembro de 2011  | Mac OS X, Windows     | - Melhorias adicionadas ao iCloud - Sincronize com iPhone, iPad ou iPod touch com iOS 5 |
| 10.5.2    | 13 de dezembro de 2011  | Mac OS X, Windows     | - iTunes Match adicionado - Melhorias de estabilidade e desempenho |
| 10.5.3    | 19 de janeiro de 2012   | Mac OS X, Windows     | - Sincronização com livros interativos do iBook |
| 10.6.0.40 | 7 de março de 2012      | Mac OS X, Windows     | - Inclui a capacidade de reproduzir filmes e séries de TV em alta definição 1080p. |
| 10.6.1    | 28 de março de 2012     | Mac OS X, Windows     | - Corrige um problema que pode causar travamento inesperado ao reproduzir vídeos, redimensionar a arte na visualização em grade e sincronizar fotos entre dispositivos. - Resolve um problema em que a sincronização de um iPod nano ou iPod shuffle poderia fazer com que ele parasse de responder |
| 10.6.3    | 11 de junho de 2012     | Mac OS X, Windows     | - Suporte ao iOS 6 Beta no nível de sincronização - Melhores métodos de sincronização e backup para o iPad de primeira geração |
| 10.7      | 12 de setembro de 2012  | Mac OS X, Windows     | - Suporte ao iOS 6 em modelos de iPhone, iPad e iPod touch compatíveis - Oferece compatibilidade com os modelos mais recentes do iPod nano e iPod shuffle |
| 11.0      | 29 de novembro de 2012  | Mac OS X, Windows     | - Suporte ao iOS 6 em modelos de iPhone, iPad e iPod touch compatíveis - Oferece compatibilidade com os modelos mais recentes do iPod nano e iPod shuffle - Nova interface melhorada - Novo design - Novo logotipo |
| 11.0.1    | 12 de janeiro de 2013   | Mac OS X, Windows     | - Suporte ao iOS 6 em modelos de iPhone, iPad e iPod touch compatíveis - Oferece compatibilidade com os modelos mais recentes do iPod nano e iPod shuffle - Atualização mensal - Com o mesmo design - Com o mesmo logotipo |
| 11.0.3    | 16 de maio de 2013      | Mac OS X, Windows     | - Novo mini-player |
| 12.13.2   | 8 de maio de 2024       | Windows               | - Oferece compatibilidade com os modelos mais recentes do iPad Air com chip M2 e modelos do iPad Pro com chip M4. |

## iTunes no Brasil
A Apple Inc. está procurando lojas que revendem seus produtos no Brasil para tratar sobre a chegada do serviço de venda de músicas pelo iTunes ao país. Atualmente, a versão brasileira da loja digital da Apple vende apenas aplicativos para iPhone, iPad e iPod touch. Representantes da Fnac, Extra, Ponto Frio e Casas Bahia confirmaram que foram procuradas pela Apple para discutir a venda de cartões pré-pagos nas lojas. Os cartões permitiriam que usuários brasileiros comprassem conteúdo no iTunes sem cartão de crédito. Conforme reportagem do jornal "Folha de S.Paulo", o serviço de música da Apple chegará ao Brasil em outubro por redes de revenda, que vão comercializar cartões de R$ 10, R$ 20 e R$ 40. Os preços dos arquivos seriam cobrados em reais.
No dia 12 de dezembro de 2011, a Apple lançou a primeira versão do iTunes Music Store para o Brasil.